# Uganda i olympiska sommarspelen 1956
Uganda deltog med tre deltagare vid de olympiska sommarspelen 1956 i Melbourne. Ingen av landets deltagare erövrade någon medalj.